# Bogd Cã
Bogd Cã (Mongol: Богд хаан, 1869-1924) foi o primeiro e único cã da Mongólia após a declaração de independência da dinastia Chingue em 29 de dezembro de 1911. Ele também era o líder espiritual do budismo tibetano na Mongólia sendo a reencarnação do oitavo Jebtsundamba Khutuktu. Durante os primeiros anos de seu reinado foi estabelecido na Mongólia, a teocracia parlamentar.
Após a declaração de independência, as tropas da República da China invadiram a Mongólia em 1919 e foi colocado sob prisão domicilar.
No entanto, em 1921, foi libertado pelo barão russo Roman Ungern von Sternberg, que pretendia assumir o controle da Ásia Central, mas as forças de Sukhe Bator repelem Ungern von Sternberg, proclamando a segunda independência e instaurou a  revolução comunista como tendo Bogd uma figura simbólica e com poderes limitados, enquanto o governo ficaria com os primeiros-ministros provenientes das filas do novo Partido Revolucionário do Povo Mongol, o partido comunista mongol.
Bogd reinou e permaneceu no trono até 1924, quando morreu. Posteriormente, o governo comunista declarou que não existiam mais reencarnações de Jebtsundamba Khutuktu e estabeleceu a República Popular da Mongólia. 
Apesar de ser um lama teve uma rainha, chamada Dondogulam, conhecido como Ekh Dagina (Mãe Dakini). Morreu em 1923. 
O Palácio de Inverno de Bogd Cã foi preservado e hoje é uma atração turística em Ulã Bator, capital da Mongólia.